# مستر أولمبيا 1997
بطولة مستر أولمبيا 1997 هي النسخة الثالثة والثلاثون من بطولة مستر أولمبيا للمحترفين بكمال الأجسام، أقيمت نهائياتها في 20 سبتمبر 1997، في قاعة مسرح تيراس، بمدينة لونغ بيتش بولاية كاليفورنيا الأمريكية.

## نظرة عامة
حمل لقب هذه البطولة الإنجليزي دوريان يتس للمرة السادسة على التوالي.

## النتائج الكاملة
| المركز | الاسم           | الدولة                            | الجائزة المالية |
| ------ | --------------- | --------------------------------- | --------------- |
| 1      | دوريان يتس      | إنجلترا                           | 110,000 $       |
| 2      | ناصر السنباطي   | جمهورية يوغوسلافيا الاتحادية      | 50,000 $        |
| 3      | شون راي         | الولايات المتحدة                  | 30,000 $        |
| 4      | كيفين ليفرون    | الولايات المتحدة                  | 25,000 $        |
| 5      | بول ديليت       | كندا                              | 15,000 $        |
| 6      | لي بريست        | أستراليا                          | 10,000 $        |
| 7      | جين بيير فوكس   | سويسرا                            | 8,000 $         |
| 8      | كريس كورميير    | الولايات المتحدة                  | 7,000 $         |
| 9      | روني كولمان     | الولايات المتحدة                  | 6,000 $         |
| 10     | ميلوس سارسيف    | قالب:جمهورية يوغوسلافيا الفدرالية | 5,000 $         |
| 11     | مايك فرانسوا    | الولايات المتحدة                  |                 |
| 12     | تشارلز كليرمونت | باربادوس                          |                 |
| 13     | مايك ماتارازو   | الولايات المتحدة                  |                 |

 = يحمل لقب مستر أولمبيا من سنوات سابقة.